# Akragas 2018
Akragas 2018 (wł. Associazione Sportiva Dilettantistica Akragas 2018) – włoski klub piłkarski, mający siedzibę w mieście Agrigento, na Sycylii, grający od sezonu 2020/21 w rozgrywkach Eccellenza Sicilia.

## Historia
Chronologia nazw:
- 1939: Segretariato Nazionale Gioventù Akragas
- 1952: Unione Sportiva Akragas
- 1988: klub zbankrutował
- 1988: Unione Sportiva Agrigento-Favara – po fuzji z Favara
- 1989: Unione Sportiva Agrigento Hinterland
- 1992: Associazione Calcio Akragas S.r.l.
- 1994: Associazione Calcio Akragas Città di Agrigento S.r.l.
- 1995: klub rozwiązano
- 1995: Associazione Sportiva Akragas
- 1999: Akragas Calcio – po fuzji z AC Agrigento
- 2006: Associazione Sportiva Dilettantistica Akragas Calcio
- 2011: Unione Sportiva Dilettantistica Akragas Città dei Templi – po fuzji z USD Agrigentina
- 2012: Unione Sportiva Dilettantistica Akragas Città dei Templi S.r.l.
- 2014: Società Sportiva Akragas Città dei Templi S.r.l.
- 2018: klub rozwiązano
- 2018: Associazione Sportiva Dilettantistica Olimpica Akragas
- 2019: Associazione Sportiva Dilettantistica Akragas 2018

Klub sportowy SGN Akragas został założony w miejscowości Agrigento w 1939 roku. Początkowo zespół rozgrywał mecze towarzyskie. Dopiero w 1950 klub dołączył do FIGC i w sezonie 1950/51 debiutował w rozgrywkach Seconda Divisione Siciliana (D6). W 1952 roku po rozwiązaniu AC Agrigento klub został głównym klubem miasta i po zmianie nazwy na US Akragas zapisał się do mistrzostw Prima Divisione Sicilia. W 1953 roku zespół awansował do Promozione Sicilia, a w 1957 do Campionato Interregionale - Seconda Categoria. W 1959 klub został dopuszczony do Serie C ze względu na reprezentację geograficzną. W 1968 spadł do Serie D. W 1977 spadł na rok do Promozione Sicilia. Przed rozpoczęciem sezonu 1978/79 Promozione została podzielona na dwie dywizje: Serie C1 i Serie C2, wskutek czego poziom Serie D został obniżony do piątego poziomu. W 1981 zespół awansował do Serie C2, a w 1983 do Serie C1. W 1985 został zdegradowany do Serie C2, a w następnym roku do Campionato Interregionale. W sezonie 1987/88 zajął 16.miejsce w grupie M Campionato Interregionale, po czym został zdegradowany do Promozione Sicilia. Jednak następnie klub ogłosił upadłość, a potem połączył się z Favara, która zajęła piąte miejsce w tej samej grupie, przyjmując nazwę Unione Sportiva Agrigento-Favara i pozostając w piątej lidze.
W 1989 klub przyjął nazwę US Agrigento Hinterland, a w 1992 wrócił do Serie C2, po czym zmienił nazwę na AC Akragas S.r.l. Po zakończeniu sezonu 1993/94 klub z powodu zaniedbań ekonomicznych został zdyskwalifikowany przez FIGC z rozgrywek krajowych i z nową nazwą AC Akragas Città di Agrigento S.r.l. rozpoczął nowy sezon w regionalnych mistrzostwach Eccellenza Sicilia (D6). W sezonie 1994/95 po 27 kolejce z powodu czwartego wycofania się z gry klub został zdyskwalifikowany z rozgrywek w grupie A Eccellenza Sicilia i potem został rozwiązany.
W 1995 klub został reaktywowany jako AS Akragas i startował w Seconda Categoria Sicilia (D9). W 1996 awansował do Prima Categoria Sicilia, a w 1997 do Promozione Sicilia. W 1999 po fuzji z AC Agrigento, który występował w Eccellenza Sicilia, dzięki czemu uzyskał awans do szóstej ligi, klub zmienił nazwę na Akragas Calcio. W 2006 klub przyjął nazwę ASD Akragas Calcio. W 2011 klub połączył się z USD Agrigentina, wskutek czego nazwa klubu brzmiała USD Akragas Città dei Templi. W 2012 klub został przekształcony w USD Akragas Città dei Templi S.r.l., a w 2013 otrzymał promocję do Serie D. W 2014 klub zmienił nazwę na SS Akragas Città dei Templi S.r.l. Przed rozpoczęciem sezonu 2014/15 wprowadzono reformę systemy lig, wskutek czego Serie D została podwyższona do czwartego poziomu. W 2015 klub awansował do Lega Pro. W sezonie 2017/18 zajął 19.miejsce w grupie C Serie C i został zdegradowany do Serie D, ale zrezygnował z dalszych występów i ogłosił upadłość.
Latem 2018 powstał nowy klub ASD Olimpica Akragas, który startował w rozgrywkach Promozione Sicilia. W 2019 w wyniku reorganizacji mistrzostw Sycylii zespół otrzymał promocję do Eccellenza Sicilia, po czym zmienił nazwę na ASD Akragas 2018. W sezonie 2019/20 zajął 3.miejsce w grupie A Eccellenza Sicilia.

## Barwy klubowe, strój
|  |  |

Klub ma barwy biało-niebieskie. Zawodnicy domowe spotkania zazwyczaj grają w pasiastych pionowo biało-niebieskich koszulkach, niebieskich spodenkach oraz niebieskich getrach.

## Sukcesy

### Trofea międzynarodowe
Nie uczestniczył w rozgrywkach europejskich (stan na 31-05-2020).

### Trofea krajowe
| \| \| Zdobyte trofea w rozgrywkach Włoch (stan na: 31-08-2020) \| |                                                          |      |          |
| Rozgrywki                                                         | Osiągnięcie                                              | Razy | Sezon(y) |
| · Mistrzostwo                                                     | I miejsce                                                | 0    |          |
| · Mistrzostwo                                                     | II miejsce                                               | 0    |          |
| · Mistrzostwo                                                     | III miejsce                                              | 0    |          |
| · Puchar                                                          | zdobywca                                                 | 0    |          |
| · Puchar                                                          | finalista                                                | 0    |          |
| · Puchar                                                          | 1/128 finału                                             | 1    | 2014/15  |
| II liga                                                           | I miejsce                                                | 0    |          |
| II liga                                                           | II miejsce                                               | 0    |          |
| II liga                                                           | III miejsce                                              | 0    |          |
| Włochy                                                            | Zdobyte trofea w rozgrywkach Włoch (stan na: 31-08-2020) |      |          |

- Serie C (D3):
  - 3.miejsce (1x): 1962/63 (C)

## Struktura klubu

### Stadion
Klub piłkarski rozgrywa swoje mecze domowe na Stadio Esseneto, w mieście Agrigento o pojemności 12 tys. widzów.

### Derby
- AS Canicattì
- Academy Ebolitana
- Calcio Frattese 1928
- SC Gela
- Licata Calcio
- Marsala Calcio
- Mazara Calcio
- Nissa FC
- Palermo FC
- ASD Siracusa
- Trapani Calcio